# Chanod
Chanod fou una thikana de Jodhpur concedida en feu a un rajput rathor del clan Mèrtia vers el 1821. Estava formada per 26 pobles amb 16.499 habitants.

## Llista de governants
- Anop Singh vers 1821-?
- Bishan Singh ?-1847
- Un successor 1847-?
- Gulab Singh ?-1918
- Mukund Singh 1918-1949